# Шумаков, Евгений Маркович
Евгений Маркович Шумаков (1910—1997) — советский энтомолог, доктор биологических наук, профессор. Выдающийся учёный, биолог, энтомолог. Внёс значительный вклад в изучение экологии стадных саранчовых, разработку мер борьбы с ними и другими особо опасными вредителями (вредная черепашка, совки, листовёртки и другие). Создатель принципиально новых направлений в защите растений: химическая стерилизация и разведение насекомых на искусственных средах, изучение феромонов и гормонов насекомых. Разработал новые подходы к созданию определителей насекомых. На протяжении многих лет оказывал всестороннюю помощь в борьбе с саранчой в сопредельных государствах: Иран, Афганистан, Китай. На Кубе занимался подготовкой национальных кадров по защите растений и руководил организацией научных исследований. Неоднократно представлял нашу страну на международных конгрессах, конференциях и симпозиумах по энтомологии и защите растений. Руководил лабораторией стерилизации насекомых и аттрактантов ВИЗР. На протяжении 23 лет был заместителем директора ВИЗР по научной работе, в течение 35 лет — заместителем председателя специализированного совета ВИЗР по защите диссертаций. Многие годы был членом экспертной комиссии ВАК, членом бюро Отделения защиты растений ВАСХНИЛ, руководитель координационного совета по новым методам защиты растений в СССР. Член Президиума и почётный член Русского энтомологического общества.

## Биография
Родился 16 февраля 1910 года в с. Новая Ольшанка, Нижнедевицкий уезд, Воронежская губерния, Российская империя.
- 1927—1928 — член и секретарь Центрального бюро юных натуралистов Наркомпроса РСФСР, г. Москва
- 1928—1929 — заведующий биостанцией железнодорожной школы, г. Челябинск
- 1930—1931 — студент Тимирязевской сельскохозяйственной академии, г. Москва (ТСХА, факультет защиты растений; в 1932 г. этот факультет выделен при реорганизации ТСХА в самостоятельный Институт Владимирского учебного комбината, г. Владимир)
- 1931—1933 — студент Института Владимирского учебного комбината, г. Владимир
- 1933—1934 — ассистент Института Владимирского учебного комбината, кафедра энтомологии, г. Владимир
- 1934—1935 — заместитель директора по научной работе Славянской научно-производственной базы ВИЗР, г. Славянск-на-Кубани, Краснодарский край
- 1935—1937 — директор Славянской научно-производственной базы ВИЗР, г. Славянск-на-Кубани, Краснодарский край
- 1937—1938 — старший научный сотрудник Азербайджанской станции защиты растений, г. Баку
- 1939—1941 — аспирант ВИЗР, г. Ленинград
- 1941—1946 — Рабоче-Крестьянская Красная Армия, Ленинградский фронт, зенитно-артиллерийская часть Ленинградской армии ПВО
- 1946—1951 — старший научный сотрудник ВИЗР, г. Ленинград
- 1951—1974 — заместитель директора по научной работе ВИЗР, г. Ленинград
- 1974—1979 — руководитель лаборатории стерилизации насекомых и аттрактантов ВИЗР, г. Ленинград
- 1979—1993 — ведущий научный сотрудник-консультант ВНИИ защиты растений, г. Ленинград
- 1946 — кандидат сельскохозяйственных наук; тема диссертации: «Экологические условия Алакульской впадины, как факторы образования стадных масс азиатской саранчи»
- 1964 — доктор биологических наук; тема диссертации: «Саранчовые Афганистана и Ирана»
- 1966 — решением ВАК утвержден в ученом звании «профессора» по специальности «Энтомология»

Умер 13 декабря 1997 года в Санкт-Петербурге.
Среди его учеников — кандидаты биологических наук Цыплёнков Е. П., Яхимович Л. А., Проценко А. И., Шамонин М. Г., Сафаров А. А., Сафарова И. Л., Иванова Т. В., Лобанов А. Л., Розинская Э. М.

## Основные труды

### Книги, монографии, обзоры
- Шумаков Е. М. Сборник руководящих материалов по борьбе с вредной щитовкой в Азово-Черноморском крае. Изд-во Славянской ОМИС. 1934.
- Шумаков Е. М. Минерально-масляные эмульсии и техника их применения // Книга обмена опыта Славянской ОМИС. 1935. Вып. № 2. 24 с.
- Шумаков Е. М. Калифорнийская щитовка в Краснодарском крае и меры борьбы с ней. Краснодар. 1939. 12 с.
- Шумаков Е. М. Скулиживание азиатской саранчи в природе. Изд-во ВИЗР. 1947. 24 с.
- Шумаков Е. М. Инструкция по борьбе с азиатской саранчой в Западном Китае. Чугучак.1947. На уйгурском языке. 12 с.
- Шумаков Е. М. и др. Борьба с клопом-черепашкой. Под ред. Н. Н. Архангельского и И. М. Полякова. М.: Сельхозгиз. 1951. 103 с.
- Шумаков Е. М. Репелленты и аттрактанты в защите растений. М., 1967.
- Шумаков Е. М., Брянцева И. Б. Вредные и полезные насекомые. Изд. 2-е. Л.: Колос. 1968. 144 с.
- Шумаков Е. М., Щепетильникова В. А. Насекомые защищают растения. М.: Знание. 1970. 48 с.
- Шумаков Е. М., Федоринчик Н. С., Гусев Г. В. Биологические средства защиты растений. Л.: Колос. 1974. 416 с.
- Шумаков Е. М., Буров В. Н., Сметник А. И. Феромоны и гормоноподобные вещества в США. М.: изд-во ВНИИТЭИСХ, 1976, 47 с.
- Шумаков Е. М., Чекменёв С. Ю., Иванова Т. В. Биологически активные вещества в защите растений. М.: Колос. 1979. 128 с.
- Шумаков Е. М., Сметник А. И., Голубкин Т. Л. Советская литература о феромонах насекомых (1968—1981) // Информ. бюлл. ВПС МОББ. 1983, № 8. 47 с.
- Шумаков Е. М., Богданова Т. П., Петрушова Н. И. и др. Рекомендации по испытанию и применению половых феромонов в защите плодовых насаждений от яблонной, восточной и сливовой плодожорок. М.: 1980. 17 с.
- Shumakov E. M., Gusev G. V., Fedorinschik N. S. Biologische Pflanzenschutzmittel // Berlin: VEB Deutscher Landwirtschaftsverlag. 1976. 205 p.

### Основные научные статьи
- Поляков И. Я., Шумаков Е. М. О теоретических основах экологии (в порядке обсуждения) // Вестник защиты растений. 1940. № 5, с. 3—14.
- Шумаков Е. М. Биологические особенности фаз у саранчовых и их значение в динамике численности последних // Итоги н.-и. работ ВИЗР за 1939 год. 1940. Л., 10 с.
- Шумаков Е. М., Георгобиани Т. А. Методы применения нефтяных масел для борьбы с вредителями // Тр. ВНИИ чайной пром. и субтропич. культур. 1941. № 1 (16). 32 с.
- Шумаков Е. М., Яхимович Л. А. Особенности эмбрионального развития азиатской саранчи (Locusta migratoria L.) в связи с некоторыми условиями внешней среды // Зоологический журнал. 1950. Т. 29, вып. 4, с. 327—340.
- Шумаков Е. М., Виноградова Н. М., Яхимович Л. А. Динамика накопления и траты жировых резервов у вредной черепашки // Зоологический журнал. 1954. Т. 33, вып. 1, с. 87—101.
- Шумаков Е. М. Основные достижения советской сельскохозяйственной энтомологии (1917—1957) // Энтомологическое обозрение. 1957. Т. 36, вып. 4, с. 802—828.
- Шумаков Е. М., Виноградова Н. М. Экология вредной черепашки // Труды ВИЗР, вып. 9, 1958. М., с. 19—71.
- Цыплёнков Е. П., Шумаков Е. М. Итоги изучения саранчовых в СССР // Труды ВИЗР, вып. 17, 1963. Л., с. 290—310.
- Штейнберг Д. М., Шумаков Е. М. Основные научные биологические проблемы защиты урожая от вредителей и болезней // В кн.: Научные основы защиты урожая. М.: Изд-во АН СССР. 1963, с. 83—92.
- Шумаков Е. М. Саранчовые Афганистана и Ирана // Труды Всес. энтомол. общ-ва. Т. 49. 1963, с. 3—248.
- Шумаков Е. М., Булыгинская М. А. Половая стерилизация как метод борьбы с вредными насекомыми // Защита с.-х. культур от вредителей, болезней и сорняков. Реф. обзор. М., 1967, с. 54—65.
- Шумаков Е. М. Сельскохозяйственная энтомология в СССР // Энтомологическое обозрение. 1968. Т. 47, вып. 2, с. 261—279.
- Шумаков Е. М. (Ред.) Стерилизация насекомых и аттрактанты // Труды ВИЗР, вып. 40, 1974. Л., 239 с.
- Шумаков Е. М. Новейшие результаты исследования энтомофауны Ирана и Афганистана // Труды Всес. энтомол. общ-ва. Т. 57. 1974, с. 132—197.
- Шумаков Е. М., Булыгинская М. А., Богданова Т. П. Исследования по разработке метода стериализации в борьбе с яблонной плодожоркой // Труды ВИЗ, вып. 40, 1974. Л., с. 18—43.
- Шумаков Е. М., Эдельман Н. М., Борисова А. Е. и др. Массовое разведение яблонной плодожорки на искусственных питательных средах // Труды ВИЗР, вып. 40, 1974. Л., с. 7—17.
- Фадеев Ю. Н., Шумаков Е. М., Сметник А. И. Практика применения интегрированной защиты сельскохозяйственных культур . М.: изд-во ВНИИТЭИСХ, 1976, 44 с.
- Шумаков Е. М. Развитие советской сельскохозяйственной энтомологии за 60 лет (1917—1977) // Энтомологическое обозрение. 1977. Т. 56, вып. 3, с. 480—494.
- Буров В. Н., Шумаков Е. М. Регуляторы роста, развития и поведения насекомых — новые средства защиты растений // Труды ВИЗР, вып. 61, 1979. Л., с. 97—111.
- Новожилов К. В., Шумаков Е. М. Развитие исследований по биологическим и другим нехимическим методам борьбы // В кн.: Проблемы защиты растений от вредителей, болезней и сорняков. 1979, с. 31—45.
- Шумаков Е. М., Эдельман Н. М. Современные представления о специфике питания насекомых-фитофагов // Успехи современной биологии. 1979. Т. 88, № 2 (5), с. 277—291.
- Шумаков Е. М. и др. Использование биологически активных веществ // В кн.: Интегрированная защита растений. М., 1981, с. 188—207.
- Шумаков Е. М. 25 лет науки о феромонах насекомых // Энтомологическое обозрение. 1986. Т. 65, вып. 4, с. 859—874.
- Шумаков Е. М., Сазонов А. П. Развитие исследований феромонов листоверток (Tortricidae) в Советском Союзе // Феромоны листоверток — вредителей сельского и лесного хозяйства. Тарту. 1986. Ч. I, с. 12—21.
- Старостин С. П., Шумаков Е. М. Современные проблемы защиты растений от вредных саранчовых // Саранчовые. Экология и меры борьбы. Л., 1987 (1988), с. 5—12.
- Шумаков Е. М., Лобанов А. Л. Использование ЭВМ для накопления и анализа мировой библиографии по феромонам насекомых // Феромоны насекомых и разработка путей их практического использования. Л., 1988, с.16—23.
- Шумаков Е. М. Из записок о многолетнем интересе к проблеме саранчовых // Вестник защиты растений, 2006, № 4, с. 37—62.
- Шумаков Е. М. Становление сельскохозяйственной энтомологии в дореволюционной России // Вестник защиты растений, 2010, № 2, с. 64—68; там же (продолжение), № 3, с. 61—64; там же (продолжение), № 4, с. 61—66.